# トンプソン・アイミ
トンプソン・アイミ（Aimi Thompson、2006年8月1日 - ）は、日本の女性モデル（元子役）。
株式会社オウサム所属。
LIXILリフォームショップのCM子役。

## 出演

### CM
- クレバリーホーム（2015年）[2]
- LIXIL リフォームショップ（2019年）[3]

### スチール
- Orbi Yokohama（2013年）[4]
- 日立製作所、グローバルブランドキャンペーン（2014年）[5]
- セシール「キッズセシール2014 VOL.1」（2014年）[6]

### その他
- 大阪市立科学館プラネタリウム「宇宙ヒストリア〜138億年、原子の旅〜」（2019年）[7]